# Ratter – Er weiß alles über dich
Ratter ist ein amerikanischer Horrorfilm aus dem Jahr 2015. Der Film basiert auf einem Kurzfilm namens Webcam, welcher ebenfalls von Regisseur Branden Kramer geschrieben wurde.

## Handlung
Emma ist eine attraktive, junge Studentin, die gerade aus dem Mittleren Westen nach New York gezogen ist und sich auf ihre Zeit allein in der Großstadt freut. Schon bald lernt sie den charmanten Michael kennen, mit dem sie sich – sehr zum Missfallen ihres Ex-Freunds Alex – sehr gut versteht. Während sie sich mit ihren Alltagsproblemen herumschlägt, ist ihr zunächst nicht bewusst, dass sie bei all ihren Schritten beobachtet wird: Ein Stalker hat sich in all ihre technischen Geräte gehackt und geht in seiner Besessenheit schließlich so weit, dass er ihre intimsten Momente filmt und aufnimmt. Doch irgendwann reicht es ihm nicht mehr, sie einfach nur zu beobachten, und die Situation eskaliert.

## Veröffentlichung
Die Premiere des Films war am 24. Januar 2015 auf dem Slamdance Film Festival, die Veröffentlichung folgte am 12. Februar 2016.
In Deutschland erschien der Film am 17. März 2016 auf Blu-Ray und DVD.

## Kritik
Der Filmdienst urteilte, der Film sei ein „[l]angsam entwickelter Thriller“, durchgehend inszeniert „aus der Perspektive computergesteuerter Kameras“. Die „Kritik allgegenwärtiger Überwachungstechnologie“ sei „vage“ und verschwinde im „standardisierten Finale“ gänzlich.